# Weismanniola
Weismanniola là một chi bướm đêm thuộc họ Sesiidae.

## Các loài
- Weismanniola agdistiformis (Staudinger, 1866)